# Georgina Chávez
Georgina Chávez Beltrán del Río (Chihuahua, Chihuahua el 22 de octubre de 1990) es una mujer emprendedora mexicana con diseños e ilustración de reconocimiento internacional.

## Vida
Georgina Chávez Beltrán del Río, es la mayor de cuatro hermanos, y contando con el apoyo familiar comenzó su educación en el Colegio Montessori de Chihuahua, en el que estuvo en clases de música, pintura, baile, dibujo entre otras disciplinas artísticas. Con la influencia de Rocío Sáenz, artista, pintora chihuahuense, desarrolló su creatividad y estilo, por lo que posteriormente se acercó a éstas ramas como clases extracurriculares. Satisfaciendo su curiosidad e ímpetu detrás de la moda cursó clases de corte y confección. 
Realizó sus estudios en el Instituto Tecnológico y de Estudios Superiores de Monterrey campus Chihuahua obteniendo el título de Diseñadora Industrial con mención honorífica, centrada en el diseño de interiores., ingresa a las filas laborales de SUTILDE, agencia de publicidad, donde agrega a su conocimiento y técnica el manejo de herramientas digitales. Posteriormente, haciendo una amalgama entre su formación y su pasión, realiza sus diseños enfocados en la ilustración de moda e incursiona en el influencer marketing.

## Obras y Trabajo
En 2013 lanza la marca "Georgina" la cual a través de plataformas digitales da a conocer su trabajo, con lo que se proyecta a nivel nacional e internacional., ganándose un lugar dentro del mundo de la moda con sus diseños, teniendo invitaciones en Fashion Weeks, participación con la firma de cosméticos mexicana Pai Pai,  en la línea de Lipstick Seres Otoño-Invierno 2014.,  Valentino, y Jeweliq joyería, Schneider Electric; citas en revistas como Vogue., Draw a Dot, Dolce&Gabbana. , además cuenta con clientes en Arabia Saudita, Italia y Alemania.